# Феррарские анналы
Феррарские анналы (лат. Annales Ferrarienses) — охватывают период с 1101 по 1211 гг. Описывают главным образом события истории Италии в контексте борьбы гвельфов и гибеллинов.

## Издания
- Annales Ferrarienses // MGH, SS. Bd. XVIII. Hannover. 1863, p. 663—664[1].

## Переводы на русский язык
- Феррарские анналы — перевод И. М. Дьяконова на сайте Восточной литературы